# Spekegazelle
Die Spekegazelle (Gazelle spekei) ist eine afrikanische Antilope, benannt nach dem britischen Afrikaforscher John Hanning Speke.

## Äußere Merkmale
Sie ist eine kleine schlanke Gazelle mit einem beigebraunen Fell. Entlang des Rumpfes erstreckt sich ein fast schwarzer Streifen, der von einem darüber liegenden hellen Streifen begleitet wird. Die Unterseite und der Spiegel sind weiß, wobei der Spiegel dunkel eingefasst ist. Der Schwanz ist 15 bis 20 Zentimeter lang. Die Hörner zeigen breite Ringe, sind leicht S-förmig nach hinten oben geschwungen und die Spitzen sind aufwärts gerichtet. Bei den Böcken können die Hörner bis 30 Zentimeter lang sein, bei den Weibchen fallen sie deutlich kleiner aus. Sie besitzen Voraugendrüsen, mit denen sie einen Duftstoff abgeben. Als Besonderheit besitzen sie oberhalb der Nüstern auf dem Nasenrücken drei Hautfalten. Die Tragezeit beträgt circa 180 Tage.
Schulterhöhe: 50 bis 60 cm. Gewicht: 15 bis 25 kg. Länge: 95 bis 105 cm.

## Verbreitung

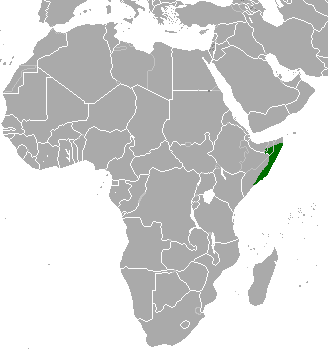
Heutiges Verbreitungsgebiet der Spekegazelle

Die Spekegazelle ist weitgehend auf Somalia beschränkt und zwar auf die südöstlichen Küstenebenen am Indischen Ozean. Das Hauptverbreitungsgebiet ist das Nugaal-Tal. Gelegentlich wandern die Tiere auch über äthiopisches Gebiet. Das Verbreitungsgebiet besteht aus steinigen Halbwüsten, die von spärlichen Sukkulenten, Aloen, Sträuchern und kargem Wüstengras dominiert werden.

## Verhalten
Dort leben sie in kleinen Gruppen bis zu 20 Tieren, zusammen oder auch verstreut, in Abhängigkeit von der kargen Vegetation. Sie können die oben genannten Hautfalten am Nasenrücken bis zur Größe eine Tennisballs aufblasen. Bei Gefahr wird die Luft mit Druck herausgepresst und es entsteht ein Geräusch wie ein gedämpfter Pistolenschuss.

## Gefährdung
Da die Spekegazelle in freier Wildbahn kaum erforscht ist, gehen die Angaben über die Gefährdung auseinander. So ist die Art noch relativ weit in ihrem ehemaligen Areal verbreitet, obwohl der Bestand durch die Konkurrenz von Weidevieh und Bejagung vielerorts stark zurückgegangen ist. Von der IUCN wird sie als endangered (stark gefährdet) eingestuft, da das Verbreitungsgebiet sehr begrenzt ist und aufgrund der politischen Instabilität der Region kein effektiv geschütztes Areal existiert. Es gibt allerdings Zuchtgruppen der Spekegazelle in Gefangenschaft.